# Cezaropapism

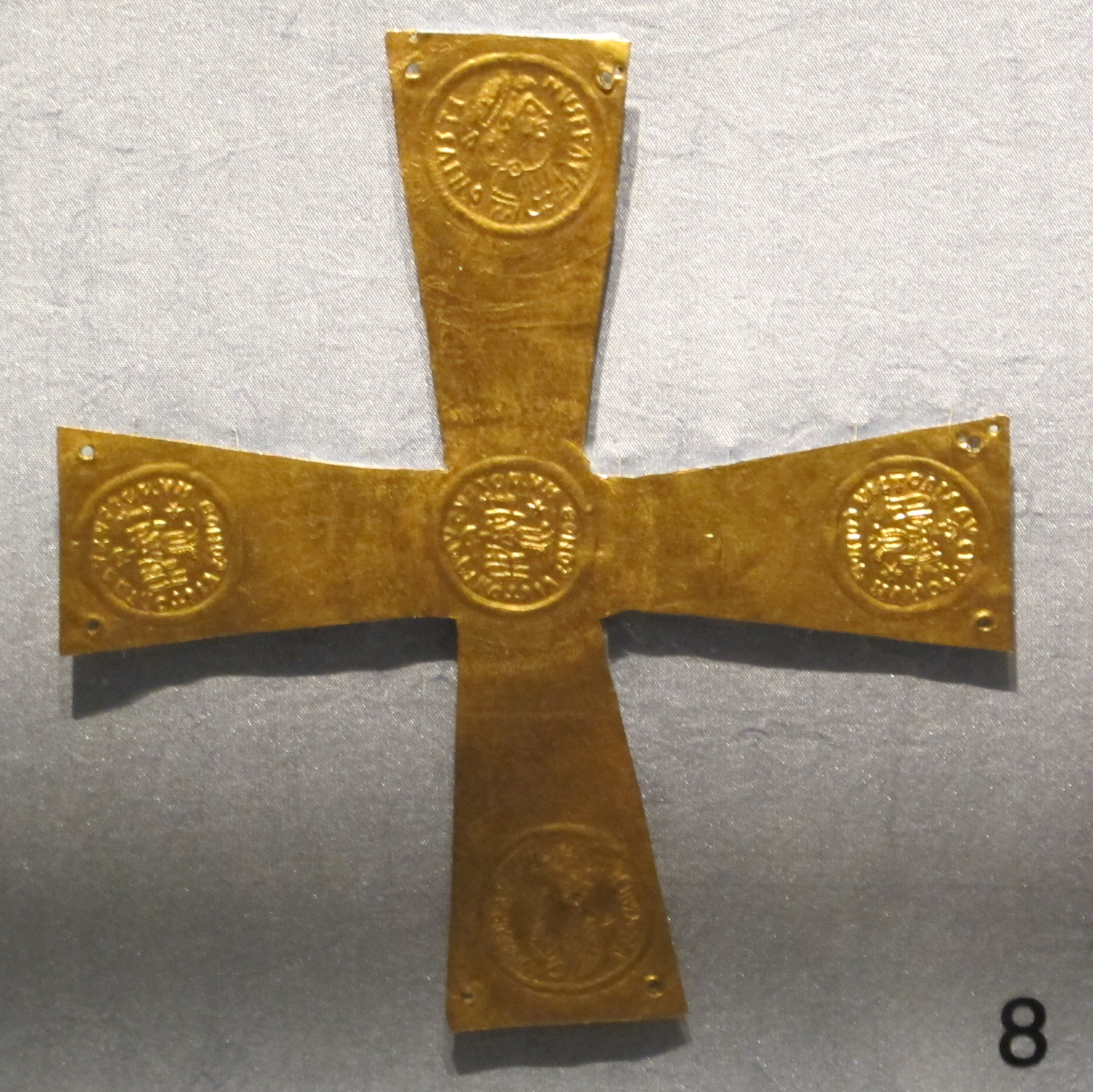
Cruce din aur cu monede care îl înfățișează pe împăratul Iustin al II-lea.

Cezaropapismul (din franceză césaropapisme) este concentrarea puterii politice și religioase în aceleași mâini, care pot fi ori ale unui șef de stat, ori ale unui conducător de biserică.
Un exemplu de cezaropapism este absolutismul politic și religios al împăraților bizantini, dar și al papilor Bisericii de Apus, de-a lungul secolelor XI-XVII, și mai puțin manifestat după Renaștere.
În opinia istoriografiei occidentale și în special a celei protestante, în Bizanț cezaropapismul a dus la subordonarea bisericii față de puterea politică; această concepție a fost contestată în secolul al XX-lea de istoricul Gilbert Dagron, care a argumentat în lucrarea Empereur et prêtre. Étude sur le «césaropapisme» byzantin că relația dintre cele două a fost mai complexă și mai contradictorie.